# The Tube
The Tube Music Network mais conhecido como The Tube é um canal de video e música popular de televisão por assinatura dos Estados Unidos. O Presidente e Fundador do canal é Les Garland, um veterano da MTV e VH1. The Tube pertence a The Tube Media Corporation. O canal foi fundado em 2003.